# 菱湖碘泡虫
菱湖碘泡虫（学名：Myxobolus linghuensis）为碘泡科碘泡虫属的动物。在中国，分布于湖北、浙江等，营寄生生活，寄生在鳃（鳙）、肠（鲤）。